# Ho (språk)
Ho är ett mundaspråk i den austroasiatiska språkfamiljen och talas av omkring 1 miljon människor, främst i staten Jharkhand i Indien.
Språket skrivs inte konsekvent med ett enda skriftsystem utan omväxlande med devanagari, latinska alfabetet, oriyaskrift och teluguskrift men ibland även ett för ho framtaget skriftsystem som heter warang citi (även varang kshiti eller barang kshiti).